# Platylabus obator
Platylabus obator är en stekelart som först beskrevs av Desvignes 1856.  Platylabus obator ingår i släktet Platylabus och familjen brokparasitsteklar. Inga underarter finns listade i Catalogue of Life.